# Glauconycteris humeralis
Glauconycteris humeralis es una especie de murciélago de la familia Vespertilionidae.

## Distribución geográfica
Se encuentra en República Democrática del Congo y en  Uganda.